# Komorowo (powiat ostródzki)
Komorowo (niem. Kämmersdorf) – wieś w Polsce położona w województwie warmińsko-mazurskim, w powiecie ostródzkim, w gminie Łukta. W latach 1975–1998 miejscowość należała administracyjnie do województwa olsztyńskiego.
We wsi znajduje się zabytkowy dwór, chlewnia oraz silosy. W sąsiedztwie wsi znajdują się jeziora: Młyńskie(Jagoty), Wapienne(Białe), Zapadłe, Bagienne(Grzymak) oraz przepływają rzeki: Pasłęka i Marąg.
Nazwa wsi najprawdopodobniej wywodzi się od słowa "kammerant" - komortnictwo. Komornictwo w czasach krzyżackich mieściło się w sąsiedniej Łukcie, ale w tej miejscowości nigdy nie wybudowano zamku. Najpewniej więc w Komorowie znajdował się majątek komornika, odpowiedzialnego za zarządzanie komornictwa w Łukcie

## Historia
Dawna osada pruska, w czasach państwa zakonnego należała do komornictwa w Łukcie. W latach 1416–1450 wieś miała 16 włók i zamieszkana była przez wolnych pruskich: Czerwony, Filip, Jakub, Jurge, Kirstan, Michał, Mikołaj, Niklas, Paweł, Salomon, Schary (Szary) i Wolf. Płacili po 16 szelongów czynszu od włoki i zobowiązani byli do służby wartowniczej. Około roku 1450 wieś w dokumentach wymieniana jest pod nazwą Claussennen, a na 16 włokach gospodarowało 10 chłopów. W 1540 wolni chłopi płacili czynsz w wysokości 33,5 grzywny. W tym czasie w Komorowie mieszkało 7 chłopów, sołtys, Hans Naugbur (nowo przybyły osadnik), Lorenz, Philipp, Greger, Brosian i Katarzyna (najpewniej wdowa). W 1543 r. Komorowo zagospodarowywało opustoszały w tym czasie majątek w Pelniku. W 1578 r. w Komorowie było 8 chłopów: Georg, Albrecht, Bartel, Reinhard, Lenhard, Bartel Bartz (Bartsch), Caspar i Stefan. Z danych z około 1600 r. wynika, że wspomniani chłopi przybrali nazwiska, bowiem w dokumentach wymieniani są już jako: Albrecht Schulz, Georg Salomon, Bartel Müller, Lorenz Schultz, Blasie Dommerein (od Domerain - Tomaryny, pobliska wieś, co wskazuje skąd przybył), Bartel Tieffoldt, Nickel Hitz i Friedrich Rehwaldt.
W 1600 r. w Komorowie na 26 włókach gospodarowało 6 chłopów o niemieckich nazwiskach, płacili czynsz w wysokości 8 grzywien od jednej włóki. W 1784 w Komorowie było 18 domów. W 1820 r. we wsi było 29 domów z 180- mieszkańcami. W 1861 r. wieś obejmowała areał 2436 mórg i mieszkało w niej 161 osób. W czasach wojny prusko-francuskiej (1870-1871) w Komorowie stacjonowały dwa pułki huzarów (2. i 24.). W 1895 r. wieś zajmowała obszar 673 ha, mieszkało w niej 183 osób.
W 1939 r. w Komorowie było 169 mieszkańców.
W 1974 r. do sołectwa Komorowo (Gmina Łukta, powiat ostródzki) należały następujące miejscowości: wieś Komorowo, PGR Komorowo, PGR Nowe Ramoty i PGR Ramoty.